# Oberehrendingen
Oberehrendingen (schweizertyska: Oberäredinge) är en ortsdel i kommunen Ehrendingen i kantonen Aargau, Schweiz. Oberehrendingen var före den 1 januari 2006 en egen kommun, men slogs då samman med kommunen Unterehrendingen till den nya kommunen Ehrendingen.